# 苏阿苏伊河圣布拉斯
苏阿苏伊河圣布拉斯是巴西米纳斯吉拉斯州的一个市镇。总面积110.442平方公里，总人口3488人，人口密度31.6人/平方公里。